# 威多森冰川
66°43′S 65°46′W / 66.717°S 65.767°W
威多森冰川（英語：Widdowson Glacier），是南極洲的冰川，位於葛拉漢地的盧貝海岸，最終注入達貝爾灣，根據英國探險隊拍攝的空中照片繪入地圖，現時由南極條約體系管理。